# 久住琳
久住 琳（くすみ りん、6月17日 - ）は、日本の女性声優。群馬県出身。アイムエンタープライズ所属。

## 経歴
2016年、高校2年生の時に第五回国際声優コンテスト「声優魂」で最優秀賞を獲得。日本ナレーション演技研究所卒業。
声優を志したきっかけは、両親がそれぞれ洋画、ゲーム好きであり、ある時双方で同じ声優が演じている事に気付き興味を持ったから。
2022年、『スローループ』の海凪ひより役でテレビアニメ初主演。

## 人物
普通自動車免許の資格を持つ。趣味はカラオケ、料理。得意料理はプリン。

## 出演
太字はメインキャラクター。

### テレビアニメ
2020年
- アイカツオンパレード!（客）

2021年
- ゆるキャン△ SEASON2（カフェ店員）
- フルーツバスケット（卒業生）
- 美少年探偵団（観客）
- ラブライブ!スーパースター!!
- 不滅のあなたへ
- さんかく窓の外側は夜（アイドル）
- 鬼滅の刃 遊郭編

2022年
- スローループ（海凪ひより）
- 骸骨騎士様、只今異世界へお出掛け中（ローレン）
- シャインポスト（リン、ファン）
- 組長娘と世話係（おはぎ、葵陽菜）
- よふかしのうた（メイドB）
- 惑星のさみだれ（女友達）
- 聖剣伝説 Legend of Mana -The Teardrop Crystal-（スマラクト）

2023年
- 弱虫ペダル LIMIT BREAK（看護師）
- ノケモノたちの夜（ルーサーの妹）
- 異世界でチート能力を手にした俺は、現実世界をも無双する〜レベルアップは人生を変えた〜
- 君は放課後インソムニア（女子生徒）
- 彼女、お借りします（女子大生）
- レベル1だけどユニークスキルで最強です（エミリー・ブラウン）
- 白聖女と黒牧師（リリー）
- ホリミヤ -piece-（女子放送委員）
- AIの遺電子（女子生徒B）
- デキる猫は今日も憂鬱（クロ）
- ティアムーン帝国物語〜断頭台から始まる、姫の転生逆転ストーリー〜（メイド）
- ポーション頼みで生き延びます!（カオル〈長瀬香〉）

2024年
- アストロノオト（女子）
- クレヨンしんちゃん（2024年 - 2025年、アニマルズE、園児H）
- 先輩はおとこのこ（店員）
- 【推しの子】（看護師）
- ぷにるはかわいいスライム（生徒）
- アオのハコ（2024年 - 2025年、部員）

2025年
- どうせ、恋してしまうんだ。
- 薬屋のひとりごと（瑶）
- Re:ゼロから始める異世界生活 3rd season（避難所の人々）
- 中禅寺先生物怪講義録 先生が謎を解いてしまうから。（女子生徒）
- 履いてください、鷹峰さん（女子生徒B、女子生徒C）
- クラシック★スターズ（女性）
- ブスに花束を。（女生徒、ギャル、女子生徒）
- 盾の勇者の成り上がり Season 4（町娘A）
- 気絶勇者と暗殺姫（魔族生徒）

2026年
- 幼馴染とはラブコメにならない（水萌汐）

### Webアニメ
- 世界の終わりに柴犬と（2022年、八百比丘尼、他）

### OVA
- 超次元ゲイム ネプテューヌ 〜ねぷねぷだらけの感謝祭〜（2021年、観客）

### BLCD
- オンラインゲーム仲間とサシオフしたら職場の鬼上司が来た（2022年、山崎）

### ゲーム
2020年
- おねがい、俺を現実に戻さないで! シンフォニアステージ（ラルム・スクルシェッロ）

2021年
- 鬼滅の刃 ヒノカミ血風譚

2022年
- きららファンタジア（海凪ひより）
- ヴェルヴェット・コード（陽炎）
- アリスフィクション（スルト）
- 逆転オセロニア（リーディア）

2023年
- 共闘ことばRPG コトダマン（2023年 - 2024年、ンクロウ）

2024年
- モンスターストライク（相模）

### ラジオドラマ
- 日本生命 presents パートナーズ!〜私と僕の明日物語〜（2021年、北沢未来[32][33]）

### デジタルコミック
- 恋人が自分にだけ見せてくれる素顔が尊い（2021年、藤宮すみれ[34]）
- かめばかむほど甘くなる（2021年、耀[35]）
- 王太子妃になんてなりたくない!!（2022年、リディアナ・フォン・ヴィヴォワール[36]）
- 学園の王子とゲーム実況者（2022年、渡貫梅子[37])
- 義妹に婚約者を奪われた落ちこぼれ令嬢は、天才魔術師に溺愛される（2024年、レノ、ソニア）[38]

### ラジオ
※はインターネット配信。
- 久住琳の声ラブ！（2021年、超!A&G+※）[39]
- スローループのらじおるーぷ（2022年、音泉※）[40]
- ラジオってなんですの？（2022年 - 、超A＆G+※）[41]
- 久住と小鹿（2022年 - 、ニコニコ生放送※）[42] - 同じくアイムエンタープライズ所属の小鹿なおと2人で出演。

### その他コンテンツ
- 久住琳・菱川花菜のBeta-Bumi!!（2024年12月 - 、ニコニコ生放送）

## ディスコグラフィ

### キャラクターソング
| 発売日        | 商品名       | 歌         | 楽曲             | 備考                                                |
| ------------- | ------------ | ---------- | ---------------- | --------------------------------------------------- |
| 2022年2月23日 | シュワシュワ | Three∞Loop | 「シュワシュワ」 | テレビアニメ『スローループ』エンディングテーマ      |
| 2022年2月23日 | シュワシュワ | Three∞Loop | 「ゆるゆらりる」 | テレビアニメ『スローループ』第9話エンディングテーマ |

### ユニットメンバー
1. ↑  久住琳、日岡なつみ、嶺内ともみ